# Felsőlendvai vár
A felsőlendvai vár (szlovén nyelven Grad Grad) Szlovénia legnagyobb kiterjedésű várépülete, az ország északkeleti sarkában, Goričko tájegységében, az osztrák és a magyar határ közelében helyezkedik el, Felsőlendva (Grad) község területén.

## Története
Régészeti kutatások szerint a vár helyén már a 11. században is létezett erődítmény, ennek építését a szájhagyomány a templomos lovagrendnek tulajdonítja. Felsőlendvát és környékét III. Béla magyar király 1183-ban a szentgotthárdi cisztercita monostor birtokául adta. Írásos források 1208-ban Lyndwa néven említik a várat. 
A 13. század végén (valószínűleg 1269-tól 1275-ig) a vár II. Ottokár cseh király birtokában volt. 1275-től a Gutkeled nembeli Amadé család tulajdona lett. Ezt a birtokszerzést IV. (Kun) László is megerősítette oklevelében. A 14. század derekán a felsőlendvai Amadé-ág kihalt, és a vár 1358-ban a királyra szállt vissza. A következő adományozott  Kont Miklós nádor, a Újlaki család őse lett. A király nem sokkal később a várat Újlakért visszacserélte, majd 1365-ben a miskolci uradalomért cserébe Szécsi Miklós nádornak adományozta. Ezután a Szécsi család fokozatosan a korabeli Vas vármegye legnagyobb földbirtokosa lett. 
A Szécsiek a 16. században a protestantizmus támogatói voltak, nagy mértékben hozzájárultak az új vallás elterjedéséhez a Muravidéken. A várat folyamatosan bővítették, erősítették, ekkoriban érhette el mai kiterjedését. Az erősítések ellenére többször is elfoglalták a 16. és a 17. században parasztfelkelések, majd török betörések során.
A Szécsi család 1684-es kihalása után a felsőlendvai vár és a környező birtok először a Batthyány család, majd a Szapáryak tulajdonába került. A vár következő ura Nádasdy Lipót Flórián gróf lett. Az ő családja alakíttatta át a középkori várat kastélyszerű épületté.
A vár egyik, a 16. században épült nagyméretű tornyában várkápolnát alakítottak ki. Ehhez 1751-ben barokk harangtornyot építettek, amivel egyben lezárult az épületegyüttes barokkosításának folyamata. 
A felsőlendvai várat és az uradalmat a Nádasdy családot követően egy rövid ideig Dietrichstein herceg, majd a Herbersteinek, később az Almásy család is birtokolták. A 19. század második felében a várkastély a Széchényi család tulajdona lett, akik azt az első világháború végéig birtokolták. A várkastély a 19. század végén valóságos „kincsestárnak” számított, sok értékes műtárgy mellett ott őrizték az egykori teljes Nádasdy-uradalom értékes térképét. Az impozáns díszteremről már korabeli fényképek is tanúskodnak. 
Az első világháború után a várkastély a Muravidékkel a délszláv állam közigazgatása alá került és Hartner Géza nagybirtokos, majd később fia, Hartner Nándor, Muraszombat polgármestere tulajdonában volt. A második világháborúban az épület súlyos sérüléseket szenvedett és szinte teljesen kifosztották. Közvetlenül a háború után szovjet csapatokat szállásoltak el benne. Később az épületet állami tulajdonba vették és különböző hivatalokat helyeztek el benne, néhány család is beleköltözött. A hatalmas kastély állagmegóvása ekkor már komoly ráfordításokat igényelt volna, ez azonban elmaradt. 
Szlovénia önállósulása után hamarosan hozzáláttak az új állam legnagyobb várépületének fokozatos felújításához, de a munka a hatalmas költség-igények miatt az Európai Unió támogatása dacára csak lassan halad. 2006-ban fejeződött be a vár teljes statikai felújítása, és tovább régészeti feltárásokra is sor került. A teljes tetőzetet már megújították, és igyekeznek hasznos funkciót találni a jelenlegi utaktól távol, félreeső helyen fekvő óriási épületnek. Itt helyezték el a három állam szomszédos területeire kiterjedő Rába-Őrség-Goricko Natúrpark szlovéniai igazgatóságát és információs központját. A várkastélyban esküvőket is rendeznek, és a néhány helyiséget már luxusszínvonalú szállodai szobának alakítottak át, továbbá modern konferenciatermeket alakítottak ki. A várban 2017-ben több helytörténeti és néprajzi gyűjtemény tekinthető meg. A várudvar egy sor termét népi mesterségek kiállítóhelyének rendezték be. 

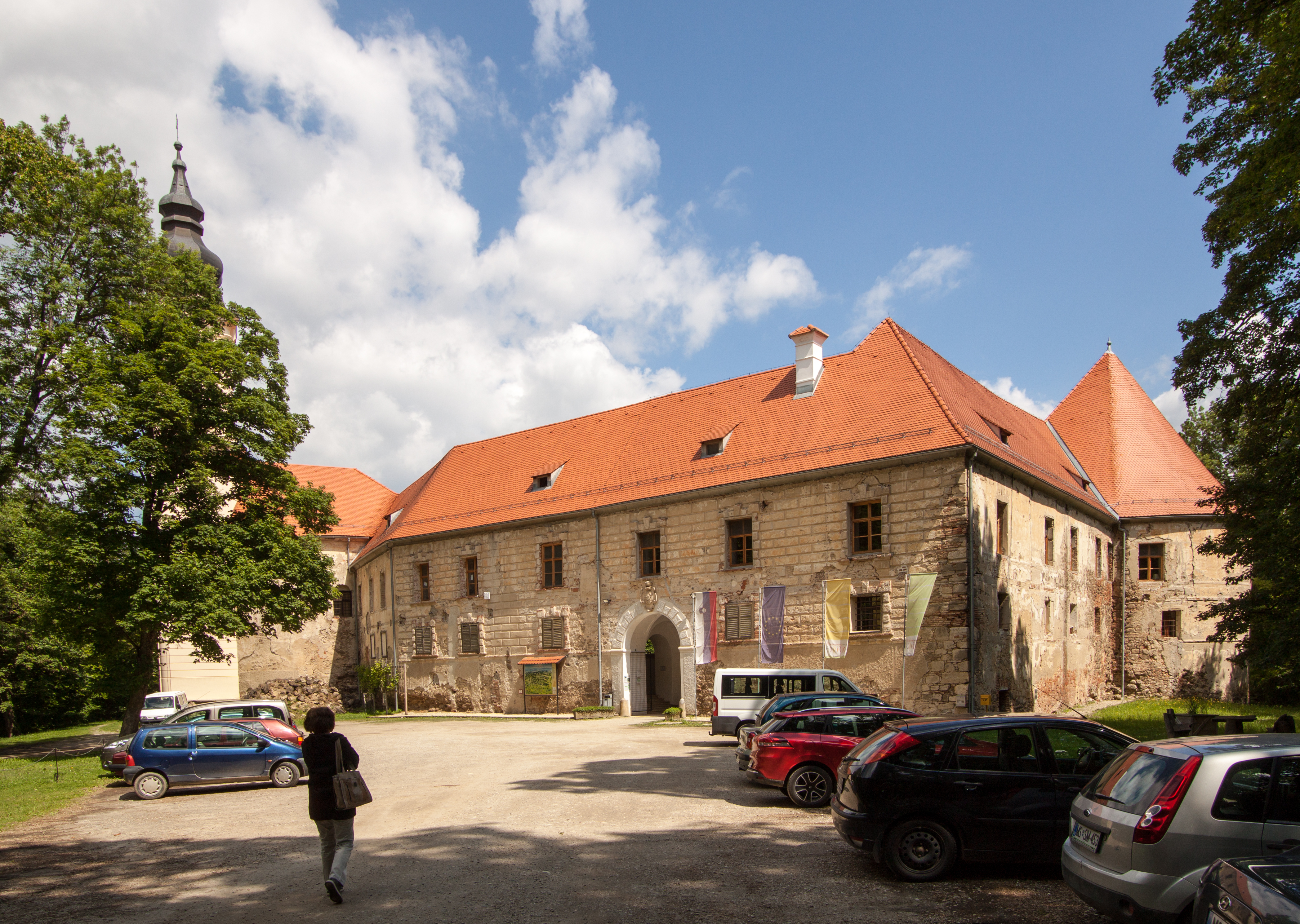
A várkastély főbejárata
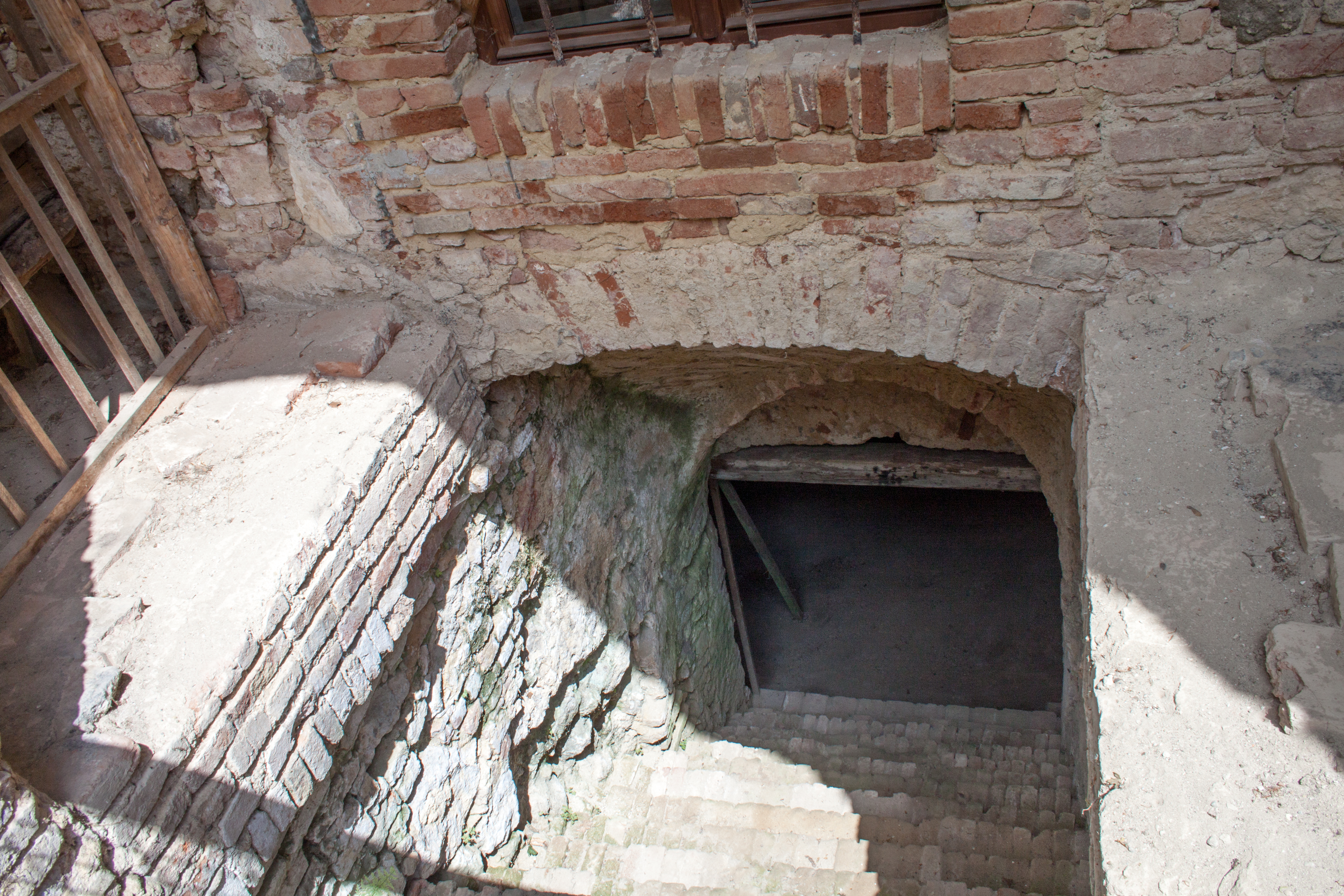
Pincelejárat
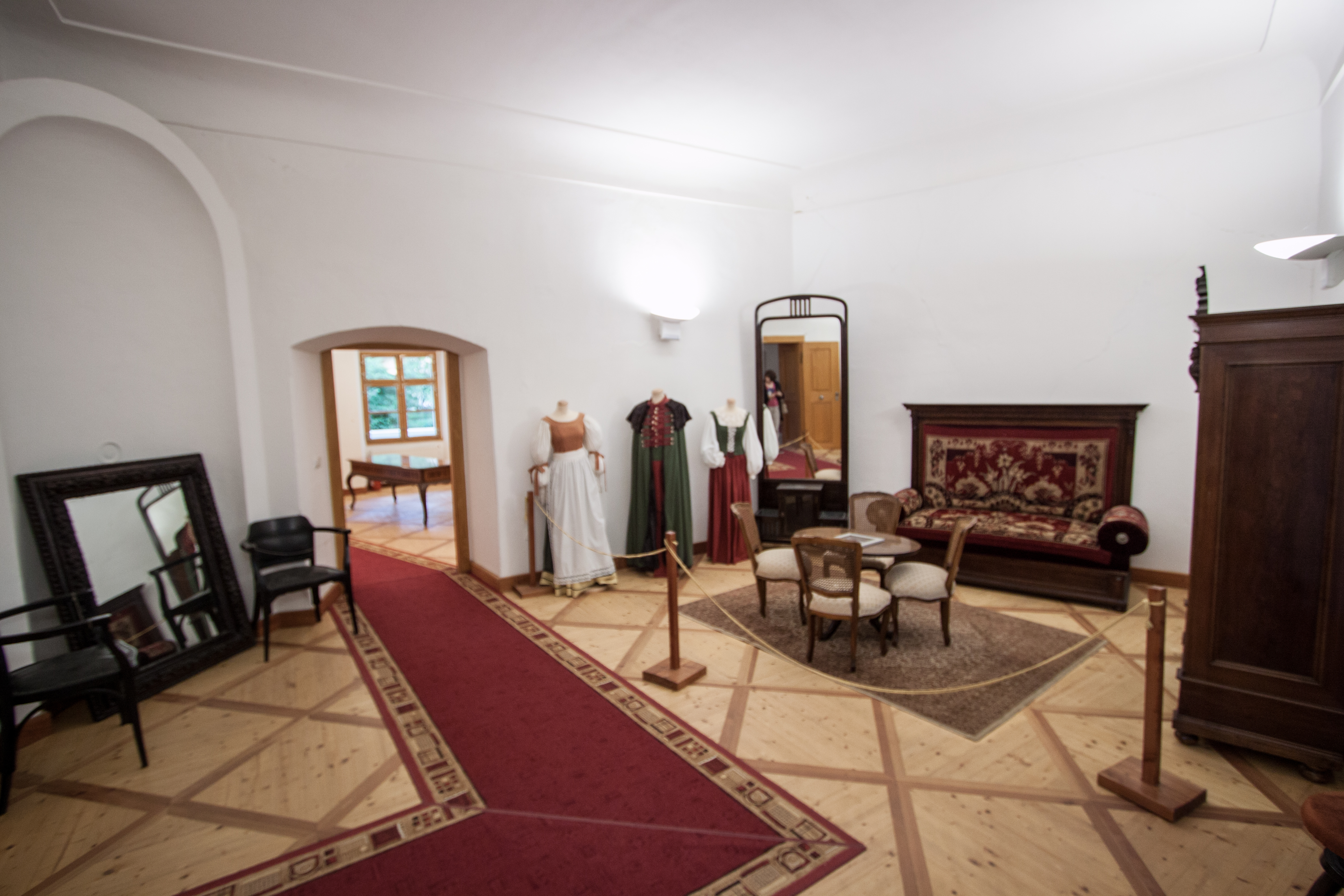
Kiállítási helyiség
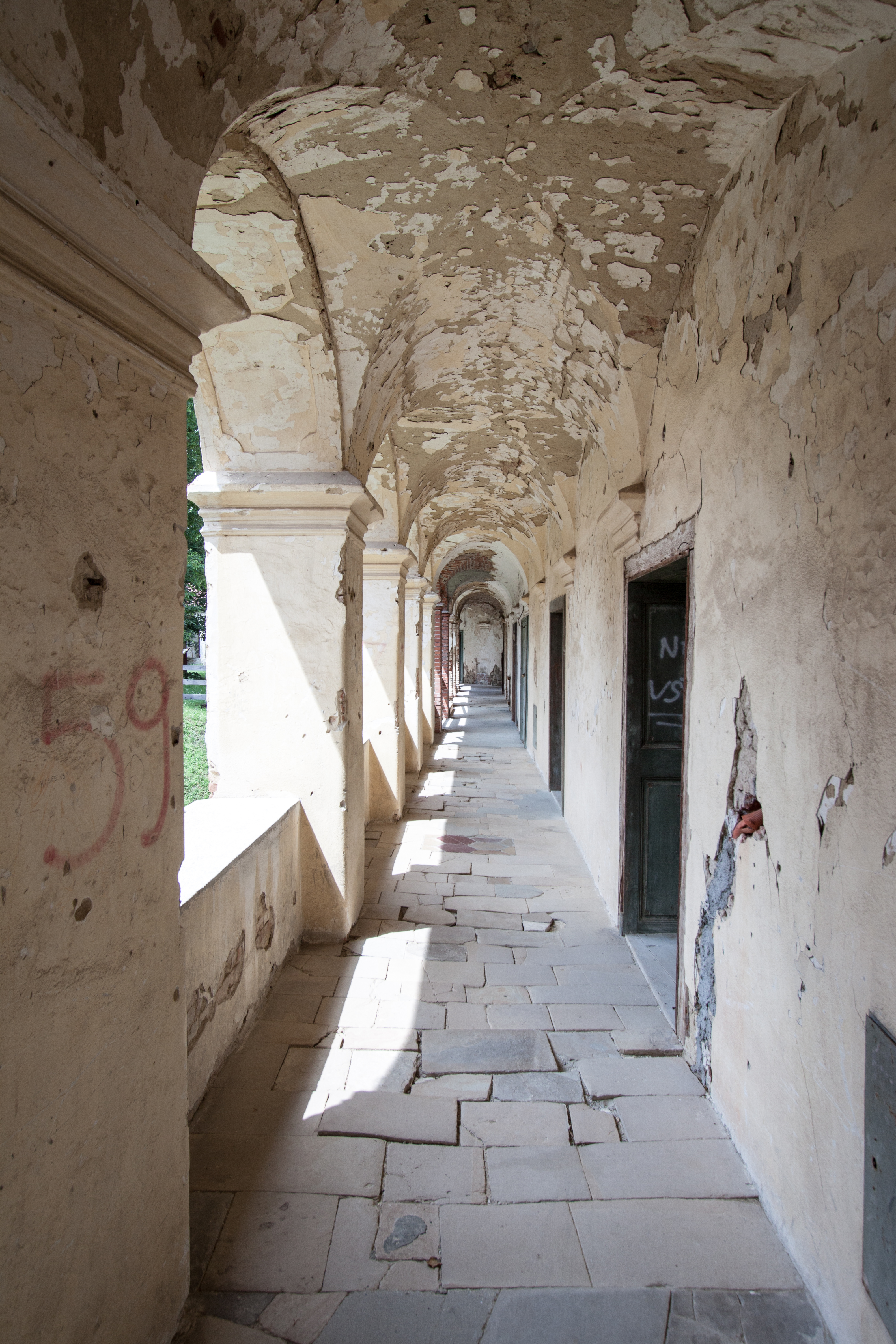
Még fel nem újított folyosó

## Leírása
A felsőlendvai vár meredek, bazalttufából álló domb tetején áll. A szabálytalan ötszög alakú épület szárnyai nagy belső teret fognak közre, amelyen egy domb is emelkedik. A mintegy nyolc évszázados múltra visszatekintő épületegyüttesen a romanika, a késő gótika, a reneszánsz és a barokk stílusjegyei egyaránt fellelhetők.
Fényes Elek híres 19. század közepén kiadott Geographiai szótárában pedig a felsőlendvai várról azt írta, hogy annak sziklába vájt pincéjében hatalmas ősi hordók találhatók. A vár pincerendszere helyenként három szintre terjedt ki.
A várkastély körül a 19. században színvonalas parkot alakítottak ki, aminek szakszerű felújítása szintén folyamatban van. A vártól másfél kilométerre klasszicista stílusban épített kápolna épült főúri temetkezési helyként.

### A várkastély komplexuma belülről

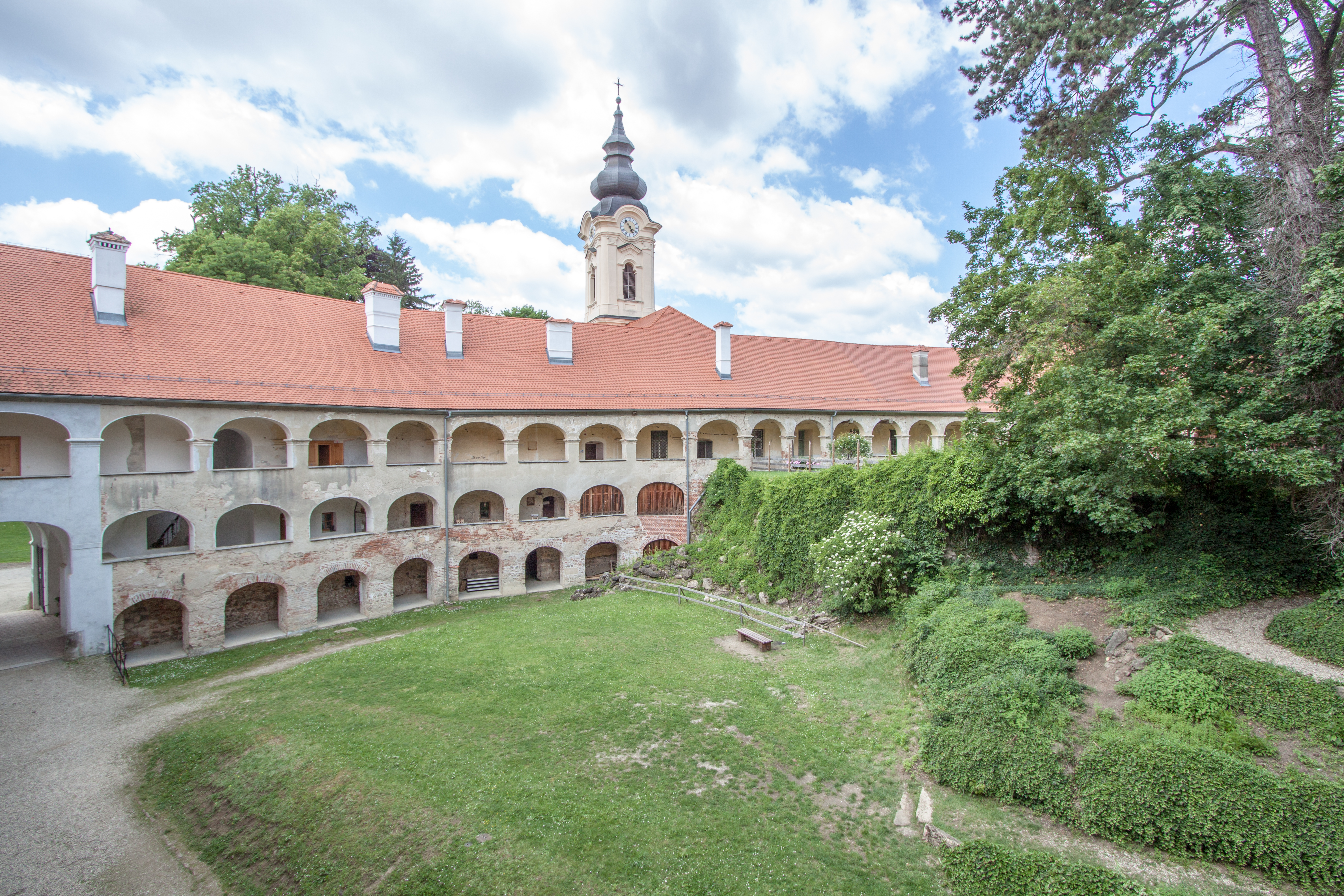
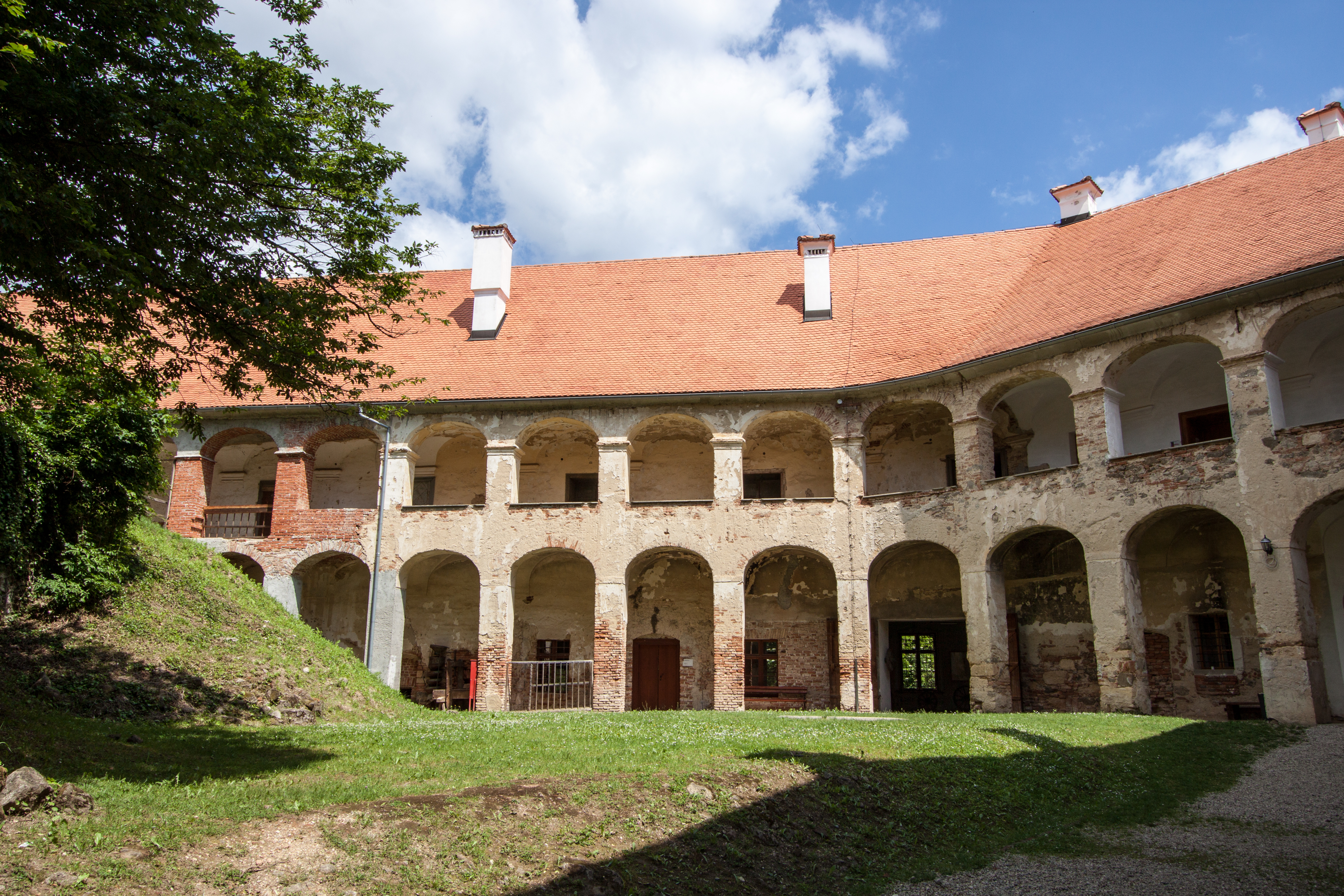
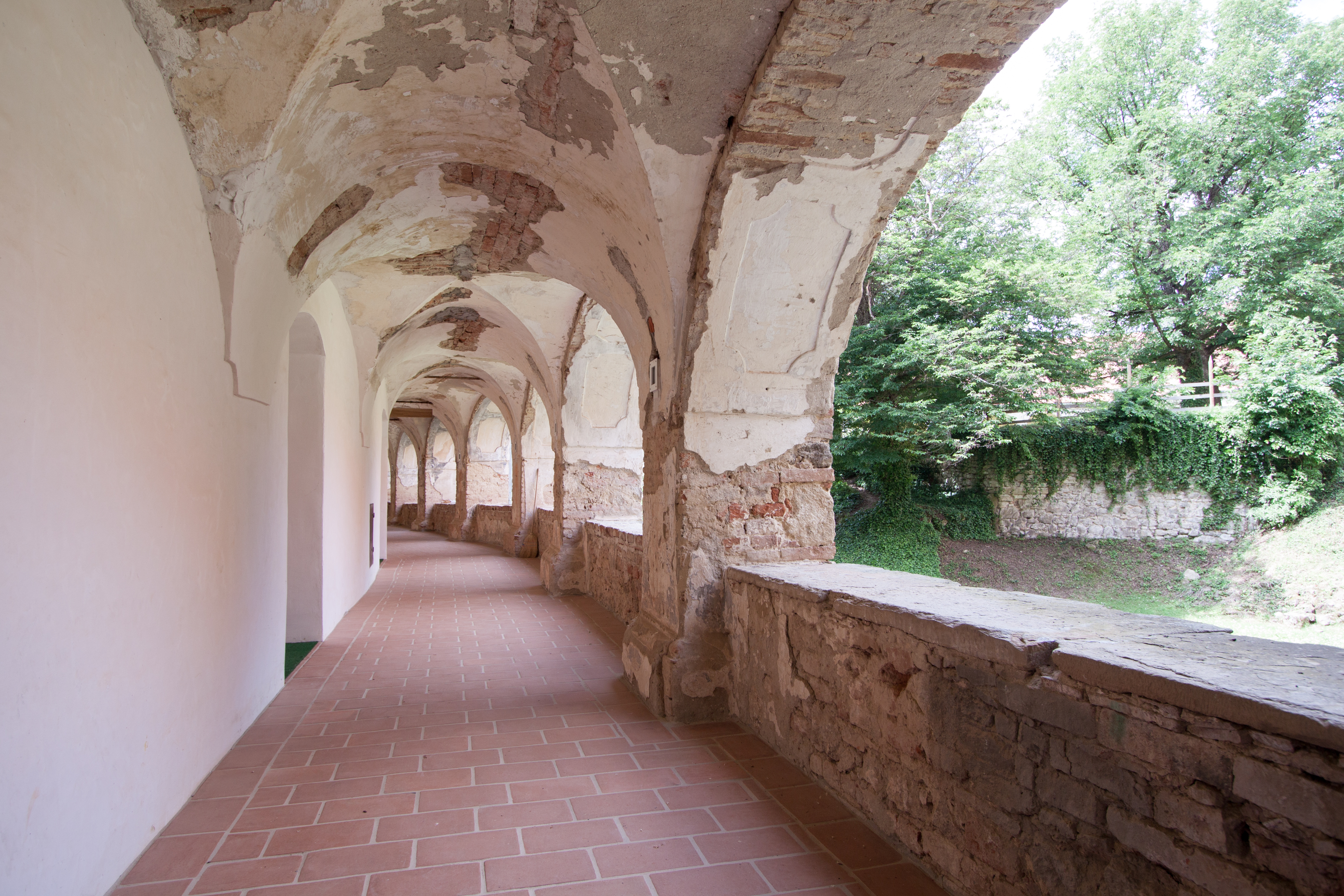
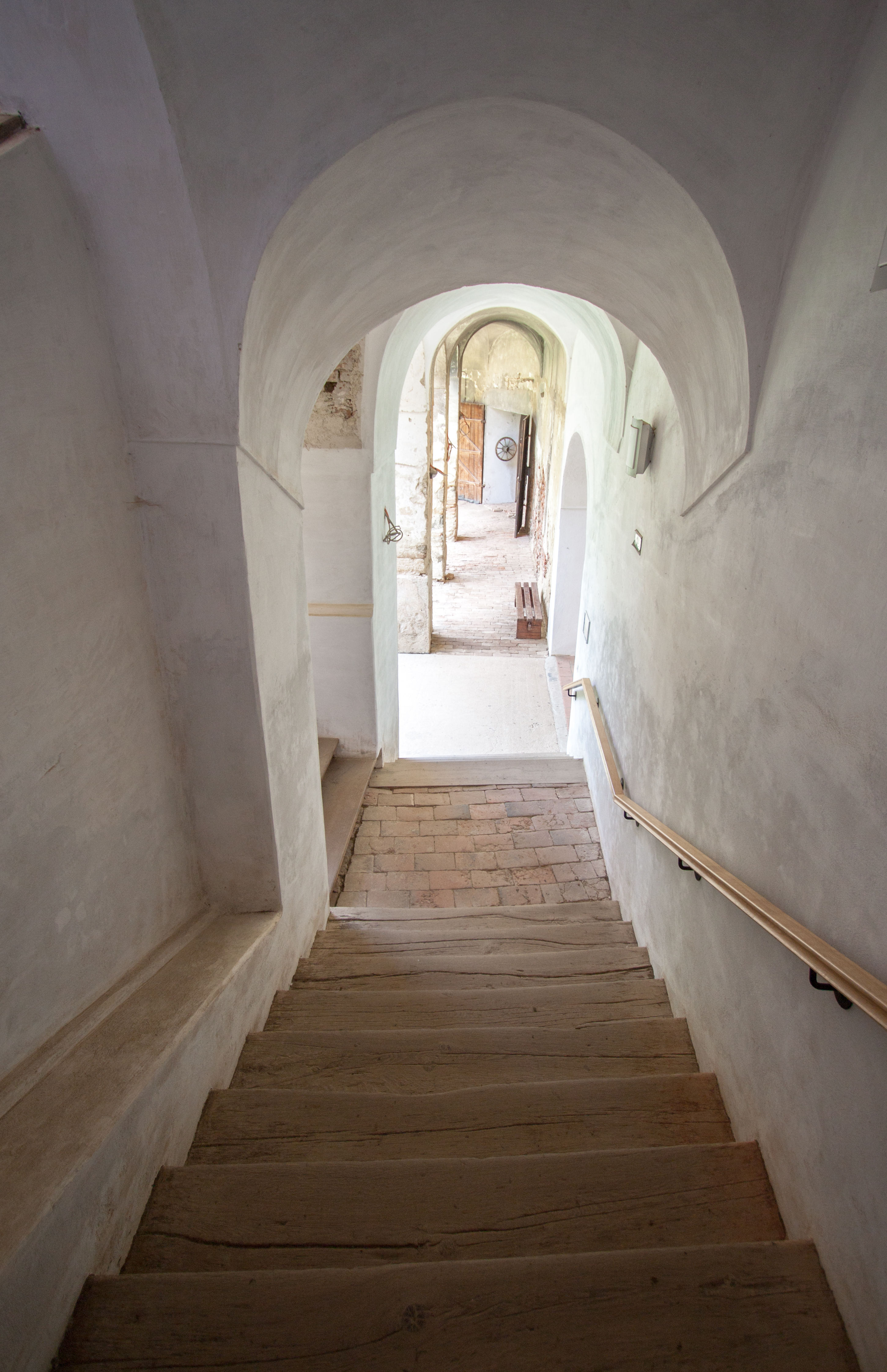